# Meteorus depressus
Meteorus depressus är en stekelart som beskrevs av Trevor Huddleston 1983. Meteorus depressus ingår i släktet Meteorus och familjen bracksteklar. Inga underarter finns listade i Catalogue of Life.